# هيرمانز هرمتس
هيرمانز هرمتس (بالإنجليزية: Herman's Hermits) فريق بريطاني لموسيقى الروك والبوب، وتم تشكيله عام 1964 في مانشستر، كان يسمى في الأصل هيرمان وهيرميتس ويضم المغني الرئيسي بيتر نون. إنتاج ميكي موست أغاني الفريق التي صعدت لقمم القوائم في المملكة المتحدة وأمريكا، حيث تم تصنيفهم كواحد من أنجح الفرق في الغزو البريطاني British Invasion بقيادة فريق البيتلز (الغزو البريطاني: يطلق على فترة الستينات وظهور عدد من فرق الروك البريطانية وتربع أغانيهم على قوائم الولايات المتحدة). كما ظهر الفريق في أربعة أفلام.

## أعضاء الفريق المؤسسين
- بيتر نون: غناء رئيسي (1964-1971، 1973)
- ديريك ليكنبي: جيتار رئيسي (1964-1994 ؛ توفي 1994
- كيث هوبوود: جيتار إيقاعي، ودعم الغناء (1964-1972
- كارل جرين: جيتار باس، ودعم غناء (1964-1980)؛ غناء رئيسي (1972-1980)[5][6]

## أهم أغاني الفريق
- ليتل بوي ساد (1966) Little Boy Sad[6]
- استمعوا يا ناس (1966) Listen People[7]
- داندي (1966) Dandy[8]
- لا حليب اليوم (1966) No milk today[9]
- هل يمكنك سماع دقات قلبي (1965) Can’t You Hear My Heartbeat[10]
- هناك نوع من الصمت في جميع أنحاء العالم (1967) There’s a Kind of Hush All Over the World[11]
- أنا هنري الثامن، أنا (1965) I’m Henry the Eighth, I Am[12]
- الصور الظلية (1973) Silhouettes[13]
- أنا في حالة جيدة  (1964) I’m into Something Good[14]
- السيدة براون، لديك ابنة جميلة (Mrs. Brown, You’ve Got a Lovely Daughter (1965[15]

## وصلات خارجية
- Official Herman's Hermits site – Peter Noone version
- Official Herman's Hermits site – Barry Whitwam version
- Pluto Music – Keith Hopwood's studio
- Peter Noone official website
- Karl Green's official website
- هيرمانز هرمتس التسجيلات من ديسكاغز.كوم
- Herman's Hermits at Harvey Lisberg